# Kata Mijatović
Kata Mijatović (Branjina, 1956.) hrvatska je multimedijalna vizualna umjetnica. Izražava se u mediju instalacije, prostorne intervencije, performansa. Od 1990. sudjeluje u brojnim skupnim izložbama i umjetničkim projektima na domaćoj i međunarodnoj sceni. Od 1996. do danas ostvarila je niz samostalnih izložbi, performansa i prostornih instalacija u zemlji i inozemstvu.

## Životopis
Kata Mijatović u svojim radovima propituje odnose između svjesnog i nesvjesnog, vidljivog svijeta i nevidljivih unutarnjih duševnih prostora. Istražuje dihotomiju ova dva prostora, njihovu interakciju i mogućnost ili nemogućnost njihove međusobne komunikacije. U sklopu ovih istraživanja poseban korpus čine radovi vezani uz fenomen snova, koji čine  osnovni predložak i sadržaj tih djela. Baveći se područjem sna, problematizira percepciju stvarnosti u vezama svjesnog i nesvjesnog.
Od 1988. do 1991. članica je neformalne umjetničke grupe Močvara iz Baranje. Od 1991. do 1993. studira slikarstvo na Accademia di Belle Arti di Firenze, Firenca, Italija. Godine 1997. diplomirala je slikarstvo na Akademiji likovnih umjetnosti u Zagrebu u klasi prof. Đure Sedera. Od 1999. do 2018. članica je Hrvatske zajednice samostalnih umjetnika, od 1998. članica Hrvatskog društva likovnih umjetnika.
Od 2005. do 2010. članica je Umjetničkog odbora Baranjske umjetničke kolonije (BUK).
Od 2005. do 2019. voditeljica je Galerije AŽ, Atelieri Žitnjak, Zagreb.
Od 2007. članica je Umjetničke grupe PLEH.
Godine 2013. sudjeluje na 55. Venecijanskom bijenalu kao predstavnica Hrvatske s projektom ”Između neba i zemlje”, kustos Branko Franceschi.
Dobitnica je nagrade Ex Aequo, 18. Slavonski biennale, Osijek. Održala je brojne samostalne izložbe te sudjelovala na velikom broju grupnih izložbi u zemlji i inozemstvu. Za svoj rad bila je nagrađivana, a radovi joj se nalaze u zbirkama hrvatskih muzeja: Muzej suvremene umjetnosti, Zagreb, Muzej moderne i suvremene umjetnosti, Rijeka, Filip Trade Collection – Muzej Lauba, Zagreb. Živi i radi u Zagrebu kao samostalna umjetnica. 

## Samostalne izložbe / projekti / performansi (odabir)
2022. Bijeli šum za crne snove, Galerija Kula, Split
Crna kuća, prostorna intervencija/instalacija, Umjetnički paviljon u Zagrebu
2021. Nema buđenja, Galerija Legat Milice Zorić i Rodoljuba Čolakovića, MSUB Beograd
2020. Calendar 2020, AK galerija, Koprivnica
Anima, animalis, Galerija Kazamat, Osijek
2019. Polje, interaktivna VR aplikacija/projekt MARTA, Mixed Reality Kunst, Sveučilište za primijenjenu znanost, Düsseldorf/, Galerija umjetnina, Split
Nekoliko noćnih mora, performans, MMC Zagreb
2018. Glasovi & Riječi/ Pozdravi iz Baranje, sa Zoranom Pavelićem, Gradska    Galerija Labin, Labin i Mladinski kulturni centar, Skoplje
2017. Voices & Words, sa Zoranom Pavelićem, Michaela Stock Gallery, Beč
2014. Između neba i zemlje, Umjetnički paviljon u Zagrebu, Zagreb; Muzej Likovnih Umjetnosti,   Osijek; Muzej Savremene umjetnosti, Banja Luka
Ovdje možete reći bilo što, sa Zoranom Pavelićem, Galerija Ružić, Slavonski Brod i I.A.M.
2013. Između neba i zemlje, Zattere, 55. Venecijnski bijenale, Venecija
Biti, Galerija 60-90-60, Zagreb
2012. Snovi iz pothodnika, Galerija Događanja, Zagreb
2011. Pogled otpora, s Vlastom Žanić, No Galerija, MSU Zagreb
2010. Dozivanje, Gliptoteka HAZU, Zagreb
Spavanje između neba i zemlje, performans, MSU Zagreb
2009. Zbor, performans, MSU Zagreb
Vrištanje, Galerija Prsten, HDLU, Zagreb
2007. Vidljivo /Nevidljivo, Galerija Bačva, Dom HDLU, Zagreb
Jeka /s Zoranom Pavelićem, Galerija Moria, Stari Grad, Otok Hvar
Kunst ist ein deutsches Wort, sa Zoranom Pavelićem, Studioausstelung, Düsseldorf
2004. Izabrani snovi – stvarniji od stvarnosti, Galerija Karas, Zagreb
2002. Privremeni smještaj, Muzej suvremene umjetnosti, Zagreb
2001. K+Z, /sa Zoranom Pavelićem, Art radionica Barutana, Slavonski Brod
Mreža snova, web projekt, Galerija Miroslav Kraljević, Zagreb
2000. Nisam svjesna, performans, Galerija SC, Zagreb
Izabrani snovi, Galerija Ghetto, Split
1999. Ugljen iz podsvijesti, Galerija SC, Zagreb
Povratak iz nesvjesnog, Galerija Miroslav Kraljević, Zagreb
1998. Pripreme, Muzej suvremene umjetnosti, Zagreb
1997. Radovi na površini, Galerija PM/Dom HDLU, Zagreb

## Skupne izložbe i projekti (odabir)
2023. Vidljive / The Visible Ones, Muzej suvremene umjetnosti, Zagreb, 2023.
2021. Device Art 7.021, Festival umjetnosti, robotike i novih tehnologija, MSU, Zagreb
2020. Predsuvremena akcija –postmoderna reakcija, Nacionalni muzej moderne umjetnosti, Zagreb
2019. Vizura Aperta, Art Festival, Lastovo/Janjina
2018. Pleh Akcija, 2008. – 2018., AK Galerija, Koprivnica
Festival Dunavski Dijalozi, Petrovaradinska tvrđava, Novi Sad
Center of Periphery, Gdanska Galeria Miejska, Gdansk
2017. Festival Željezara, Sisak
Video Festival ARTMETAMEDIA, Galerie Projektraum LS43, Berlin
2016. Umjetnost protiv represije, Goli otok
Festival Željezara, Gradski muzej Sisak, Sisak
Grassomania 8 Sieroca – Revisited, Art festival, Gdanjsk
Media festival ARTMETAMEDIA SC – Studentski centar, Zagreb; Kreuzberg Pavillon, Berlin
2014. Intangibile / Praški Kvadrienale, Prag
PLEH Reference/ Ljubljana, MGLC, Ljubljana
Festival Željezara, Sisak
Industrial Art Bienalle, Labin
Grad je mrtav, živio Grad!, Dubrovnik
2013. Art Sanya, Encounters, Sanya, Kina
Medienkunst aus Kroatien, CHB Berlin
All of me, Stephen Stoyanov Gallery, New York
2011. Slika od zvuka, NO galerija, MSU, Zagreb
2010. PLEH u Sarajevu, Charlama Depoth Gallery, Sarajevo
T-HTnagrada, MSU, Zagreb
Slika od zvuka, MKC Split, Split
Extended/Ex -pe-ze, Kulturamt, Düsseldorf
2009. Hram, Galerija Prsten, HDLU, Zagreb
Performance Art Festival, Barutana, Osijek
2008. PLEH u Koprivnici, Galerija S, Koprivnica
BUK 2008, Galerija Waldinger, Osijek; Galerija Miroslav Kraljević, Zagreb
2007. Umjetnost kao život, 20. Slavonski biennale, Galerija Kazamat, Osijek
BUK 2005/2006, Galerija Miroslav Kraljević, Zagreb
Baranjska Umjetnička Kolonija, Dvorac Tikveš
T-HT nagrada, MSU, Zagreb
20. Slavonski biennale, Gradski muzej Vukovar
2006. Insert /retrospektiva hrvatske video umjetnosti, MMSU, Rijeka
Baranjska Umjetnička kolonija, Centar za kulturu Beli Manastir
2005. 40 godina galerije SC-a / Akcija-atrakcija, Galerija SC, Zagreb
Insert / retrospektiva hrvatske video umjetnosti, MSU / Zagrebački velesajam, Zagreb
Baranjska Umjetnička kolonija, Batina
30 godina BUK-a, Galerija Likovnih Umjetnosti, Osijek
2004. 4. dani hrvatskog performansa, Varaždin
2000. Ambijent 90, Collegium Artisticum, Sarajevo; Moderna Galerija, Rijeka
17. Slavonski biennale, Galerija likovnih umjetnosti, Osijek
1999. Mala Zemlja, Galerija Otok, Art radionica Lazareti, Dubrovnik
1998. 16. Slavonski biennale, Galerija Likovnih umjetnosti, Osijek
Baranjska umjetnička kolonija/BUK, Batina
1997. Mala Zemlja, Klub arhitekata DAZ-a, Zagreb
Kommunication, Kunst in der Stadt, Mainz
1994. XIV Slavonski biennale, Galerija likovnih umjetnosti, Osijek
1990. – 1991. Grupa Močvara, Knjižara Nova, Osijek; P+8., Beli Manastir; Galerija CM, STUC, Osijek